# Gunungcupu (Sindangkasih)
Gunungcupu is een bestuurslaag in het regentschap Ciamis van de provincie West-Java, Indonesië. Gunungcupu telt 6829 inwoners (volkstelling 2010).